# پولی (کوندینامارکا)
پولی (انگلیسی: Pulí, Cundinamarca) نام یک منطقه مسکونی در کلمبیا است.